# Wiveka Alexandersson
Maria Charlotta Wiveka Alexandersson, född 9 juli 1895 i Adolf Fredriks församling i Stockholm, död 30 juli 1983 i Råsunda församling, Solna, var en svensk skådespelare. Hon var gift med skådespelaren Mathias Alexandersson.

## Filmografi
- 1955 – Enhörningen
- 1956 – Den hårda leken
- 1956 – Moln över Hellesta
- 1956 – Ratataa
- 1956 – Sista paret ut
- 1957 – Med glorian på sned
- 1957 – Gårdarna runt sjön
- 1959 – Sängkammartjuven
- 1959 – Brott i paradiset
- 1965 – En historia till fredag (TV-serie)
- 1968 – Från ett avlägset land (kortfilm)
- 1970 – En kärlekshistoria
- 1973 – Ska vi hem till dig... eller hem till mig... eller var och en till sitt?
- 1973 – Håll alla dörrar öppna
- 1975 – Släpp fångarne loss – det är vår!

### Fotnoter
1. ↑  ”Wiveka Alexandersson”. Svensk Filmografi. http://www.sfi.se/sv/svensk-filmdatabas/Item/?type=PERSON&itemid=68913&ref=%2ftemplates%2fSwedishFilmSearchResult.aspx%3fid%3d1225%26epslanguage%3dsv%26searchword%3dWiveka+Alexandersson%26type%3dPerson%26match%3dBegin%26page%3d1%26prom%3dFalse. Läst 19 september 2012.